# Романовска овца
Романовска овца је настала у Русији средином 19. века у долини Волге у Јарославској области.  Име је добила по округу Романово-Борисоглебск, околина данашњег града Тутајев. Од самог старта је вршен одабир романовских оваца на плодност, па је последица тога одабира до данас у свету да је романовска овца убедљиво најплоднија раса оваца.

## Плодност
Отпорност и плодност су основне карактеристике. Просечна плодност Романовских оваца износи око 260% по јагњету (док уз одличну исхрану износи и преко 400%). Ове овце такође имају и изражену полицикличност, што значи да се уз одговарајућу исхрану могу постићи јагњења природним путем на свега шест месеци. У једној години се од једне овце када се јагње сваких 6 месеци добија у просјеку од четири до шест јагњади, што је број који ниједна друга раса не може дати. На тај начин од једног стада добијемо од 120 до 180 кг јагњади живе мере ако узмемо да је просјечна тежина јагњади око 30 кг. Ту количину јагњећег меса по овци природним путем не може дати ниједна друга раса за исти период одгоја јагњади.

## Димензије
Ова овца је скромнијих димензија (50 до 60кг, максимално 65, а овнови до 100кг) и самим тим троши мање хране од оваца које теже од 70 до 100 кг. Грла ове расе су јако отпорна, без икаквих посебних захтјева према исхрани и смјештају. Ова овца је ситније грађе. Овце достижу килажу од 50 до 60кг, док овнови достижу од 70 до 90кг. Имају малу угласту главу са заобљеном лобањом и кратким устима као и репом који износи од 10 до 15 цм. Висина гребена оваца је од 60 до 62, а овнова око 64 или 65 цм. Веома су стабилне конституције, имају кратке ноге и веома ситне кости због којих се лако јагње. Такођер, одмах по јагњењу, новорођена јагњад су веома витална и почињу јести већ са 5 до 7 дана, што је доста раније од јагњади других раса. Јагњад су на рођењу потпуно црне вуне са дозвољеним белинама на глави, ногама и врху репа. Белине по телу осим на наведеним дијеловима тијела нису дозвољене. Просјечна тежина јагањаца са 90 дана износи 22-25 кг уз адекватну исхрану. Најбољи примјери достижу тежину од преко 30 кг за 90 дана. Вуна је груба, има сиву боју, због мјешавине финих, бијелих влакана. Такођер је пуна и црних осијастих влакана. Овнови имају гриву од дугих црних осастих влакана око врата и на предњем делу груди. Принос вуне по овци износи 1,4 - 1,6 кг, а код овнова 2 - 3 кг. Ноге, лице и уши код животиња ове расе су обрасли кратком црном длаком, а деломично и бијелом због шара које се јављају. Код оваца ове расе доста добро је изражена способност за производњу млека.

## Парење и полно сазревање
Овце се паре већ после 30 дана по јагњењу и по томе су јединствене у свету, док нпр. другим расама треба најмање 42. дана. Романовске овце имају нешто краћи период трудноће од 138. до 143. дана, све ово утече да се добија јагњење сваких 6 месеци код оваца ове расе и њихових потомака. Овце ове расе веома рано полно сазревају. Млада грла су сполно зрела за једно 4-5. месеци. У приплод женска грла се углавном пуштају са седам или осам месеци, тако да се први пут јагње са годину дана и већ у првом јагњењу просечна плодност је око два јагњета по овци, јединчад су ретка а дешавају се и тројке и четворке код елитних грла која су одлично храњена. 

## Млеко
Код оваца ове расе доста добро је изражена способност за производњу млијека одличног квалитета. Са просечном производњом млека од 150 до 200 литара у лактацији, ова овца без проблема отхрани своје легло које некад броји и од 5 до 6 јагњади. У лактационом периоду од 100 дана, овце у просеку произведу од 100 до 150 литара млека, а рекордерке произведу и по 200 литара млека, па и више. Због високе плодности, релативно добре производње млека и велике виталности, овце ове расе су увожене у различите крајеве балканских држава, ради укрштања са домаћим расама оваца, где су остварени различити резултати.